# Daniel Avramovski
Daniel Avramovski (makedonska: Даниел Аврамовски), född 20 februari 1995, är en nordmakedonsk fotbollsspelare som spelar för Boluspor. Han representerar även det nordmakedonska landslaget.